# Cheval au Danemark
Le cheval au Danemark  (danois : hest) est surtout représenté par des races de poneys, ainsi que des chevaux destinés à la selle et aux sports. Le développement des courses de trot se matérialise par l'élevage du Trotteur danois grâce à l'importation, et par des hippodromes dédiés. 
La plupart des chevaux danois se trouvent dans la péninsule du Jutland, en particulier la race de trait locale. 

## Histoire

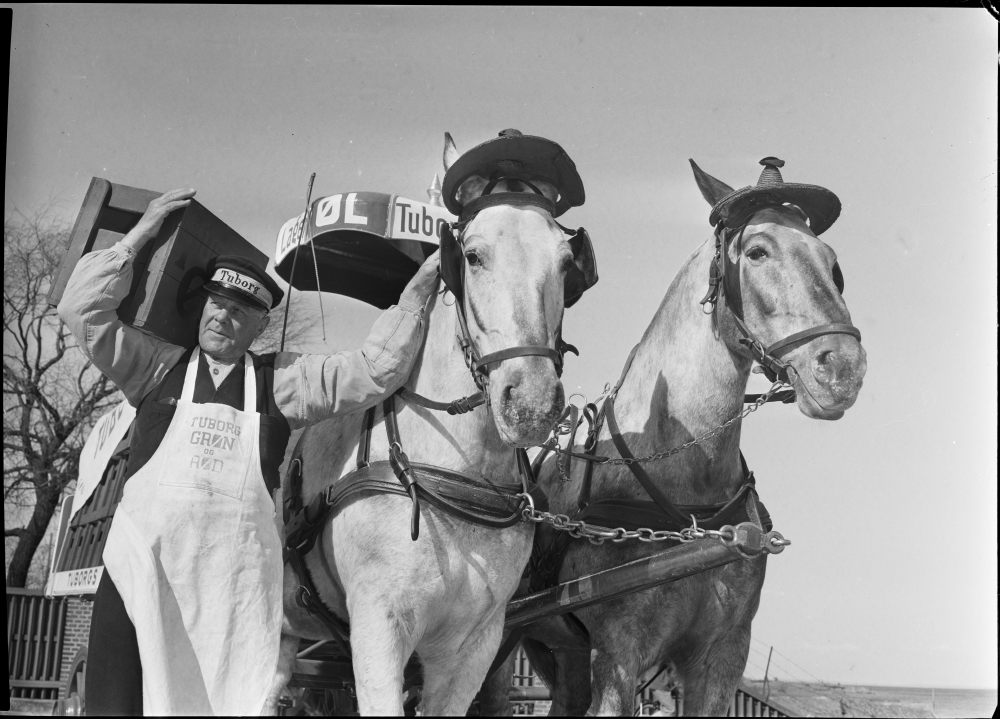
Livraison de bière avec un attelage hippomobile au XX.

D'après Eugène Tisserand (1865), les chevaux danois ont toujours eu une excellente réputation pour leur beauté, leur docilité et leur vigueur. Le grand écuyer du roi Christian V fit, avec un cheval de race danoise pure, le trajet de Copenhague à Frederiksberg (34 kilomètres environ) en moins de trois quarts d'heure, et gagna ainsi un pari de 3 000 francs engagé avec l'ambassadeur d'Angleterre. En 1771, un cheval jutlandais, dans une course, parcourut 3 800 mètres en quatre minutes, et fit gagner à son maître, le comte de Rantzau, un pari qu'il avait fait avec un autre Anglais. Vers la même époque, un cheval de quinze ans, acheté à l'âge de dix ans pour 30 francs, fait trois fois le tour du champ de courses de Copenhague (11 300 mètres) en onze minutes, soit un peu plus d'un kilomètre par minute.
En 1833, à Viborg, une jument danoise portant un poids de 85 kilogrammes, sans entraînement préalable, parcourt en trente-deux minutes et vingt-deux secondes l'équivalent de 2 miles danois (15 kilomètres), sur un chemin inégal, montueux et parfois sablonneux. Il cite encore deux juments jutlandaises qui, attelées à une voiture chargée de 600 kilogrammes, parviennent à fournir une course de 7 kilomètres et demi en vingt-quatre minutes et trente secondes, et qui, pour terminer la journée, font 15 miles et demi (116 kilomètres) pour revenir à leur écurie, sans fatigue importante apparente.
D'après J. Jensen, la seule province du Jutland compte, en 1900, 230 000 chevaux, tous de la race locale.
En 2000, le Danemark compte environ 150 000 chevaux, soit un taux élevé de 28,3 chevaux pour 1 000 habitants. À partir de 2008, les Danois font pression auprès des professionnels du monde équestre pour améliorer l'hébergement des équidés, leur transport, et leur mode de médication ; cela débouche sur une loi en ce sens, mise à jour en 2016.

## Pratiques et usages

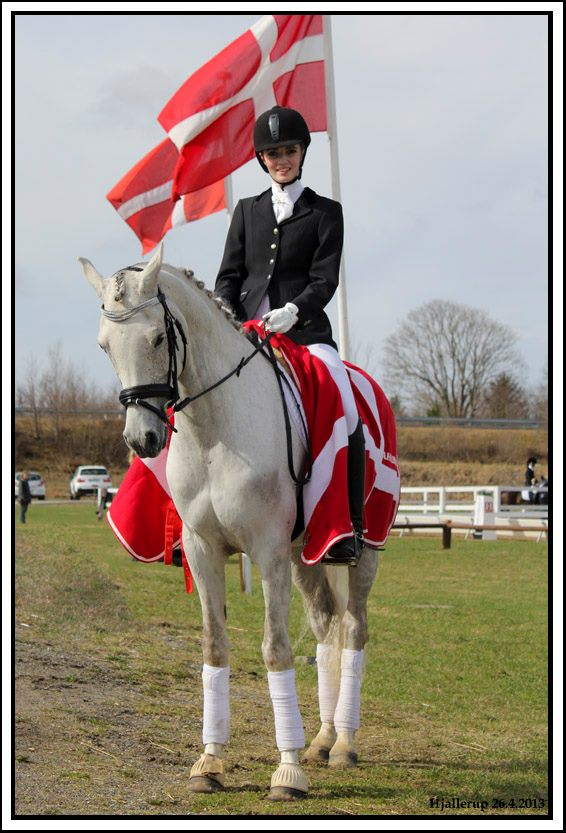
Cheval arabe monté.

Le secteur équestre danois représente 1,1 milliard d'euros de chiffre d'affaires (en 2017) et, d'après le rapport Hestesektoren de 2010, génère 20 849 emplois en équivalent temps plein. La fiscalité est très élevée, avec un taux de TVA à 25 %, sans dérogation sur les activités équestres. 
La Fédération danoise d'équitation (Dansk ride forbund ; DRF) constitue l'une des principales fédérations sportives du pays. Le pays dispose d'une base de données centralisée et gérée par SEGES, dépendant du Landbrug & Fødevarer F.m.b.A (Ministère de l'agriculture), qui enregistre et édite les papiers des chevaux appartenant aux 24 associations de race reconnues au Danemark. Il partage ses données avec la Fédération équestre danoise et les vétérinaires, permettant entre autres le calcul des indices génétiques.
Dansk Hestevaeddelob gère les courses de trot. Le Danemark est relativement actif dans ce secteur, et dispose de huit hippodromes qui y sont dédiés, bien que ce secteur soit en récession.
Les courses de galop sont gérées par Dansk Galop. Ce secteur est très réduit, les 96 poulains Pur-sang proposés à la vente à Hørsholm en 2015 représentant un chiffre d'affaires d'environ 958 000 euros.

## Élevage
En 2008, le Danemark compte environ 150 000 chevaux, soit un taux de 27,6 chevaux pour 1 000 habitants, ce qui en fait l'un des taux les plus élevés de l'Union européenne. Le recensement du Dansk Landbrugsrådgivning en 2014 donne un cheptel de 175 000 chevaux, appartenant à 78 000 propriétaires, en 2014. La plupart sont établis en milieu rural, et 60 % de ces propriétaires vivent dans la seule péninsule du Jutland.
Environ 100 000 hectares de terres danoises sont liés aux activités équestres, dont 93 000 à l'alimentation des chevaux (pâturage ou production de fourrage) et 7 000 hectares de constructions telles que les hippodromes, infrastructures sportives et écuries.
Les races natives du pays sont le Fredericksborg, le Jutland, le Knabstrup, et le Poney des îles Féroé, représentant l'une des races équines européennes les plus anciennes et les moins influencées par des croisements.

### Poneys

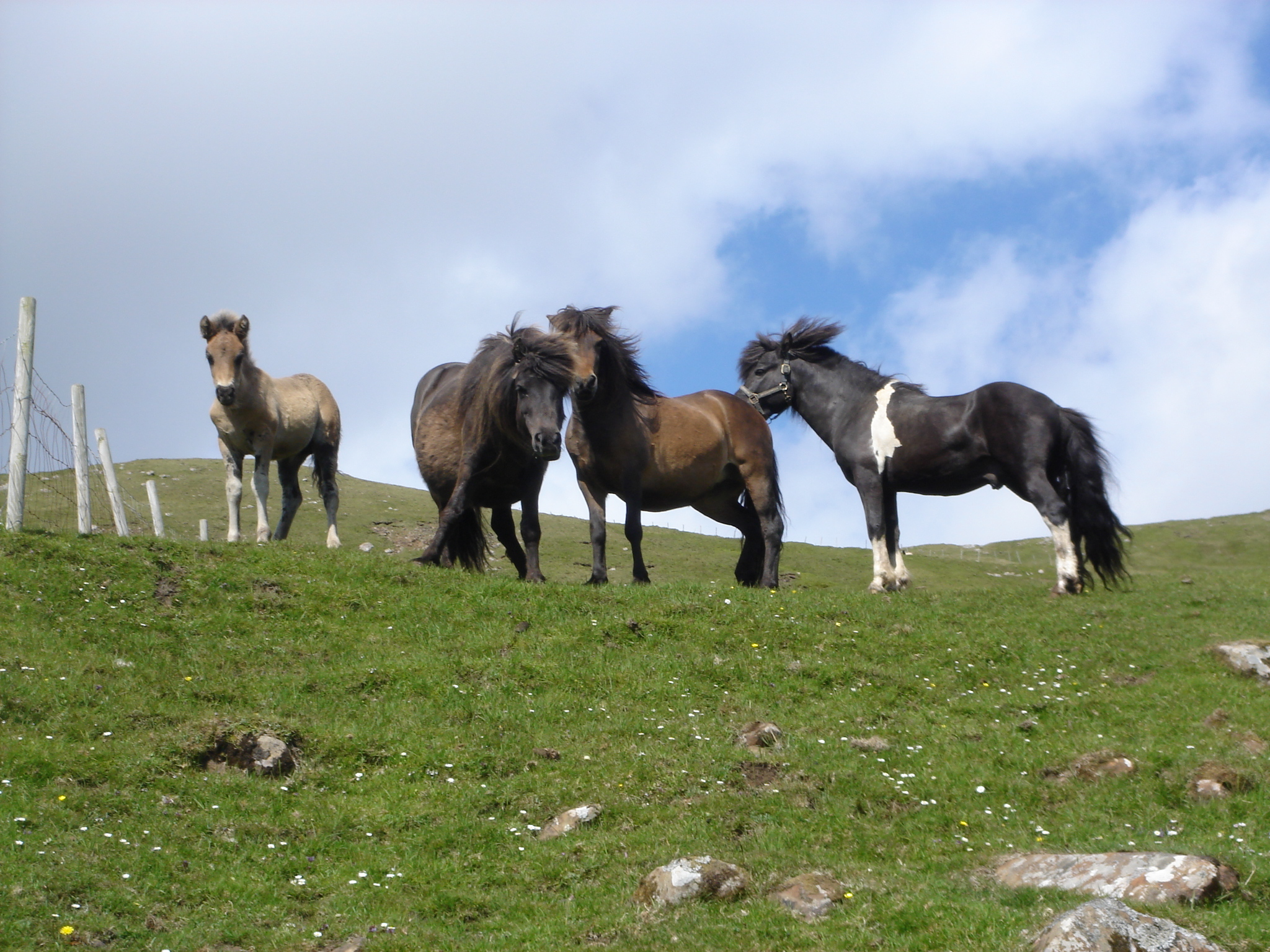
Groupe de poneys des îles Féroé.

D'après le guide Delachaux, le Danemark élèverait surtout des races de chevaux de selle et de sport, ce qui est contredit par Aline Decouty et Astrid Engelsen dans leur article pour l'institut français du cheval et de l'équitation, en 2017, relevant que 51 % des chevaux du pays, soit 90 000, sont des poneys de races Fjord, Haflinger, Poney de sport danois, New Forest, Shetland, Islandais, Gotland, Connemara, Dartmoor et miniature. Le poney Shetland est abondamment présent.

### Chevaux de selle et de sport
L'élevage du Trotteur danois provient de races importées, par insémination artificielle. Le nombre de trotteurs est en baisse, avec la perte d'un tiers de nouvelles naissances entre 2010 et 2015, soit un cheptel restant d'environ 400 poulains, 85 étalons et 500 poulinières, représentant 2 % du cheptel total de trotteurs européens d'élevage, avec 251 éleveurs, en 2015.
Le Pur-sang est abondamment présent en 2010, bien que le nombre de nouvelles naissances soit faible. En 2015, seuls 14 étalons, 160 poulinières et 101 poulains sont recensés, représentant 0,11 % des Pur-sangs recensés dans le monde. L'Oldenbourg, importé depuis l'Allemagne voisine, est rare.

### Chevaux de trait

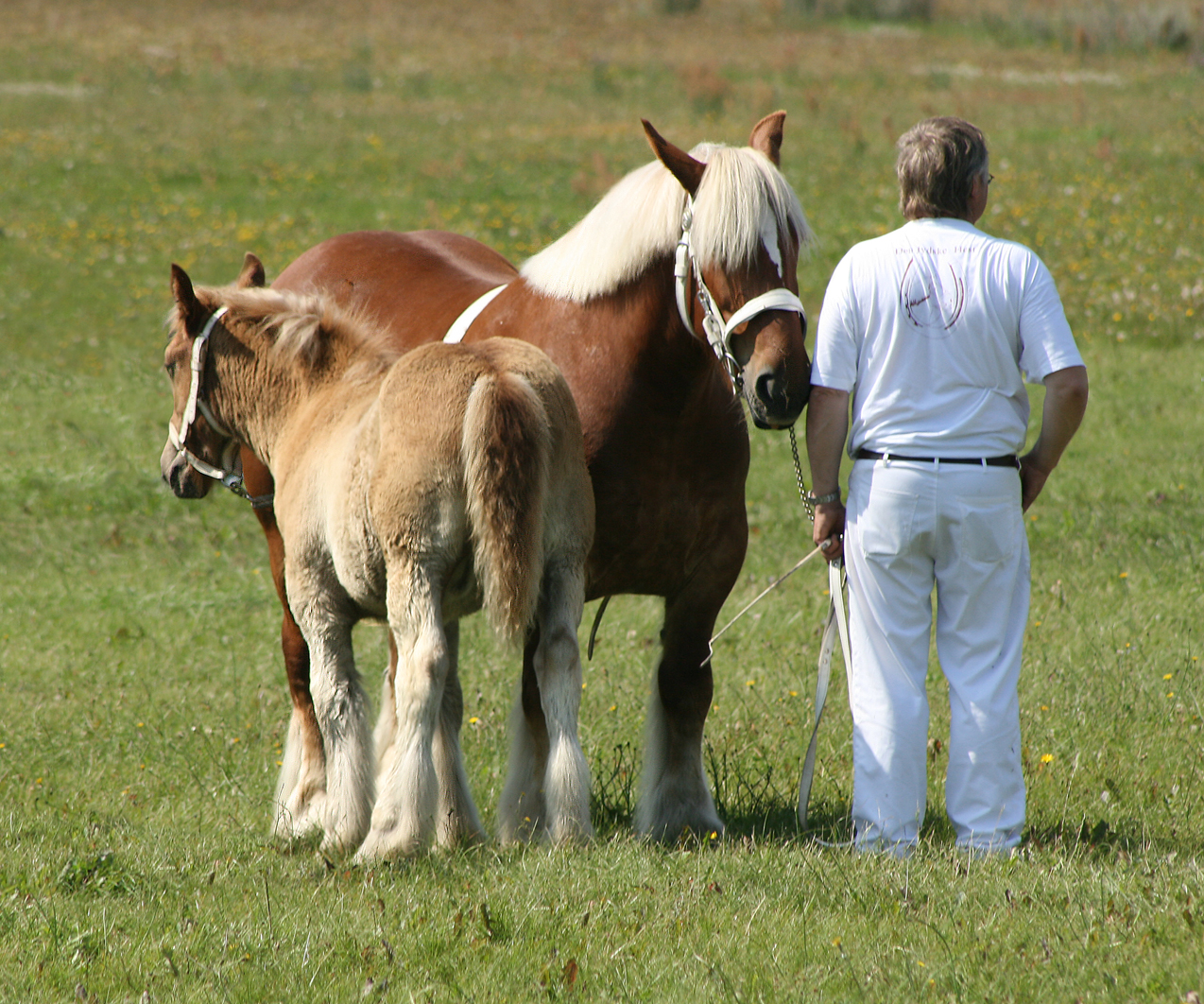
Jument Jutland et son poulain.

En plus de la race locale du trait du Jutland, comptant 1 817 représentants en 2017, le Danemark héberge un petit nombre de Trait belge.

## Culture
Le cheval est bien représenté dans les proverbes danois, par exemple Det er en slem Heft som gaaer tilbage og ey freni, naar han stik, signifiant « C'est un mauvais cheval que celui qui recule au lieu d'avancer quand on lui donne de l'éperon ».